# 알데하이드 탈수소효소
알데하이드 탈수소효소(영어: aldehyde dehydrogenase, ALDH) (EC 1.2.1.3)는 알데하이드의 산화를 촉매하는 효소군(群)이다. 알데하이드 탈수소효소는 알데하이드(R–C(=O)–H)를 카복실산(R–C(=O)–O–H)으로 전환시키는 반응을 촉매한다. 산소는 물 분자에서 나온다. 현재까지 19가지의 알데하이드 탈수소효소 유전자가 사람의 유전체 내에서 확인되었다. 이들 알데하이드 탈수소효소는 외인성 및 내인성 알데하이드의 해독을 포함한 다양한 생물학적 과정에 참여한다.

## 같이 보기
- 탈수소효소
- 알코올 탈수소효소